# Nikołaj Nowikow (bokser)
Nikołaj Michajłowicz Nowikow (ros. Николай Михайлович Новиков, ur. 15 maja 1946 w Tule, zm. 25 lutego 2014) – radziecki bokser, wicemistrz Europy z 1969.
Startował w wadze muszej (do 51 kg). Wystąpił w niej na igrzyskach olimpijskich w 1968 w Meksyku, gdzie po wygraniu dwóch walk przegrał w ćwierćfinale z późniejszym wicemistrzem Arturem Olechem.
Zdobył srebrny medal na mistrzostwach Europy w 1969 w Bukareszcie, gdzie wygrał trzy pojedynki, a w finale pokonał go Constantin Ciucă z Rumunii.
Był mistrzem ZSRR w wadze muszej w 1967 i 1969, wicemistrzem w 1968  oraz brązowym medalistą w 1970.